# Kinesisk træolie
Kinesisk træolie er en vegetabilsk olie, der er udvundet ved presning af frø fra træer af Tung (Vernicia fordii, V. montana og V. cordata - tidligere slægten Aleurites). Derfor kaldes den også for tungolie eller nøddeolie. Tung er et løvfældende træ, der vokser i Kina og for cordatas vedkommende i Japan. Det er højt værdsat for olien, og både i Argentina, Paraguay og USA har man iværksat en dyrkning af arten. Frugten har form som et æble, og indeholder en nød med 3-7 kerner. Kernerne har et olieindhold på 60%. Olien består af 78% elaeostearinsyre, 10% linolsyre, 10% oliesyre og 5% mættede syrer.
Olien udvindes ved presning. Ekstraktion kan ikke anvendes, da det omdanner eleaostearinsyren til en fast form. Ellers kan olien opløses i de fleste opløsningsmidler, men kun i varm alkohol.
Olien er en tørrende olie, dvs. den hærder under optagelse af ilt. Den tørrer langsommere end linolie og får en rynket overflade, men ved kogning ved 280° C får man træoliestandolie, der tørrer hurtigt og giver en blank overflade uden rynkning. Den kan kun brænde med brug af en væge, men kan selvantænde klude og lignende, der er gennemvædede med olien.
Kinesisk træolie har været brugt som lampeolie i Kina (på samme måde som olivenolie har været brugt i Sydeuropa). I nutiden bruges den som bestanddel i maling, fernis og som kalfatringsbeg. Træolie benyttes også til fremstilling af linoleum Desuden bruges olien til at frembringe politur på møbler og andre træting.